# Flokk AB
Flokk AB i Nässjö är en svensk tillverkare av kontorsstolar som ingår i koncernen Flokk (till 2017 kallad Scandinavian Business Seating). Två av varumärkena är RH och RBM. Företaget i Nässjö grundades 1977 som RH Form i Bodafors i Nässjö kommun. Produktion finns numer i Nässjö. Koncernens huvudkontor ligger i Oslo och det finns produktionsenheter även i bland annat Tibro, Røros och Zwolle.